# Trentepohlia amphileuca
Trentepohlia amphileuca är en tvåvingeart som beskrevs av Alexander 1936. Trentepohlia amphileuca ingår i släktet Trentepohlia och familjen småharkrankar. Inga underarter finns listade i Catalogue of Life.